# Świątkowo Polna
Świątkowo Polna – nieczynny wąskotorowy kolejowy przystanek osobowy w Świątkowie, w województwie kujawsko-pomorskim.